# 나나카이촌
나나카이촌(七会村)은 이바라키현 니시이바라키군에 설치되었던 촌이다. 현재의 시로사토정에 해당한다.
2005년 2월 1일에 히가시이바라키군 조호쿠정, 가쓰라촌과 합병해 시로사토정이 되었다.이에 따라 현내에서 마을 그대로 메이지의 정촌제에서 헤이세이까지 이어진 정이 없어졌다. 합병하기 전까지 오랫동안 현내에서 인구가 적은 정이었다.

## 역사
- 1889년 4월 1일 - 정촌제 시행과 함께 니시이바라키군 나나카이촌이 성립하였다. 이전의 7개의 촌을 합친 마을에서 유래되었다.
- 2005년 2월 1일에 히가시이바라키군 조호쿠정, 가쓰라촌과 합병해 시로사토정이 성립하였다. 따라서 당일 나나카이촌은 폐지되었다. 이것을 수반으로 정촌제 시행으로 탄생한 마을이 한 번도 합병을 하지 않고 이름을 남기고 있는 것은 96년에 정으로 승격한 고카정 밖에 없었다.

## 교통

### 도로
- 주요 지방도
  - 이바라키 현도 39호
  - 이바라키 현도 51호
- 일반 현도
  - 이바라키 현도 112호
  - 이바라키 현도 113호
  - 이바라키 현도 225호
  - 이바라키 현도 226호